# فولاد بلبل‌اوغلو
فولاد بلبل‌اوغلو (به ترکی آذربایجانی: Polad Bülbüloğlu) متولد ۴ فوریه ۱۹۴۵ میلادی، خواننده، بازیگر و سیاستمدار آذری در دوران شوروی سابق است. وی فرزند خواننده معروف اپرای آذربایجان "بلبل" است.
۳ آهنگ او به عنوان آهنگ سال شوروی سابق برگزیده شد.
وی در سال ۱۹۹۰ وزیر فرهنگ جمهوری آذربایجان شد و اکنون سفیر این کشور در روسیه است.